# Сэки, Акико
Аки́ко Сэ́ки (8 сентября 1899, Токио, Япония — 2 мая 1973, Токио, Япония) — японская певица (сопрано), хоровой дирижёр и общественный деятель. Популяризатор советской песни в Японии. Активная сторонница японо-советской дружбы. Лауреат Международной Сталинской премии «За укрепление мира между народами» 1955 года.

## Биография
Сэки Акико родилась в 1899 году и была старшим ребёнком среди семи детей своего отца, преподавателя английского языка. Окончив в  1921 году вокальный факультет Токийской консерватории по классу сопрано, она начала концертную карьеру. В 1926 году вышла замуж за Оно Миякити.
Выступала как певица с концертами по всей стране и одновременно участвовала в прогрессивном демократическом движении за культуру для народа. После того, как в марте 1928 года придерживавшиеся левых убеждений японские деятели литературы и искусства создали «Японскую федерацию пролетарских художников» — NAPF (эта прочно вошедшая в историю японской культуры аббревиатура образована от названия организации на эсперанто: Nippona Artista Proleta Federacio), Сэки Акико вошла в состав музыкальной секции данной федерации.
В начале 1929 года секции, входившие в состав NAPF, стали самостоятельными; при этом музыкальная секция 4 апреля 1929 года оформилась в организацию «Лига пролетарской музыки» (англ. Proletarian Music League; известна под аббревиатурой PM), а Сэки Акико стала первым президентом этой организации. Деятельность членов лиги была разнообразной: они выступали с концертами и представлениями, выпускали грампластинки, проводили дебаты, издавали статьи, организовывали кружки самодеятельности. Но полицейское давление на лигу PM становилось всё более сильным, и в 1934 году она была разогнана.
После окончания второй мировой войны Сэки Акико смогла вернуться к активной общественной деятельности. 10 февраля 1948 года она организовала Центральный хор движения «Поющие голоса Японии»; к началу следующего года под эгидой Центрального хора по всей Японии действовало около 500 самодеятельных кружков. Хор стал основой оформившегося в 1952 году одноименного массового самодеятельного хорового антимилитаристского движения (подобные хоровые коллективы с начала 1950-х гг. появились во многих городах Японии). В этом движении, возглавлявшемся Сэки Акико, участвовало более миллиона человек; его участники занимались распространением в массах национальной музыки и песенного искусства.
31 мая 1956 года в Кремле, в Свердловском зале (ныне — Екатерининский зал) Сенатского дворца Сэки Акико как активной участнице массового демократического движения в защиту мира была вручена Международная Сталинская премия «За укрепление мира между народами» (премия была присуждена постановлением Комитета по международным Сталинским премиям «За укрепление мира между народами» от 9 декабря 1955 г.).
Сэки Акико пропагандировала в Японии советскую песню. Она стала автором японских слов ряда известных песен. Особо известным стал выполненный ею перевод на японский язык песни «Катюша» (музыка М. И. Блантера, слова М. В. Исаковского); до сих пор эту песню часто исполняют в Японии именно в переводе Сэки. Среди переведённых ею на японский язык песен — также «Гимн демократической молодёжи мира» и «Подмосковные вечера».
В 1964 году Сэки Акико гастролировала в СССР вместе с Центральным хором «Поющие голоса Японии».
1 мая 1973 года Сэки Акико во время выступления на митинге, посвящённом празднованию Первомая, упала без сознания (произошло кровоизлияние в мозг). На следующий день она умерла.

## Внешние соединения
- Зарегистрированный реальный голос Акико Секи, который приветствовал общественный национальный фестиваль японского нараспев на Будокане, ноябрь 1968 года. 関鑑子の話声録音 - 1968年日本のうたごえ祭典・大音楽会での挨拶（日本武道館にて）